# Taubenturm Gourdon (Lot)

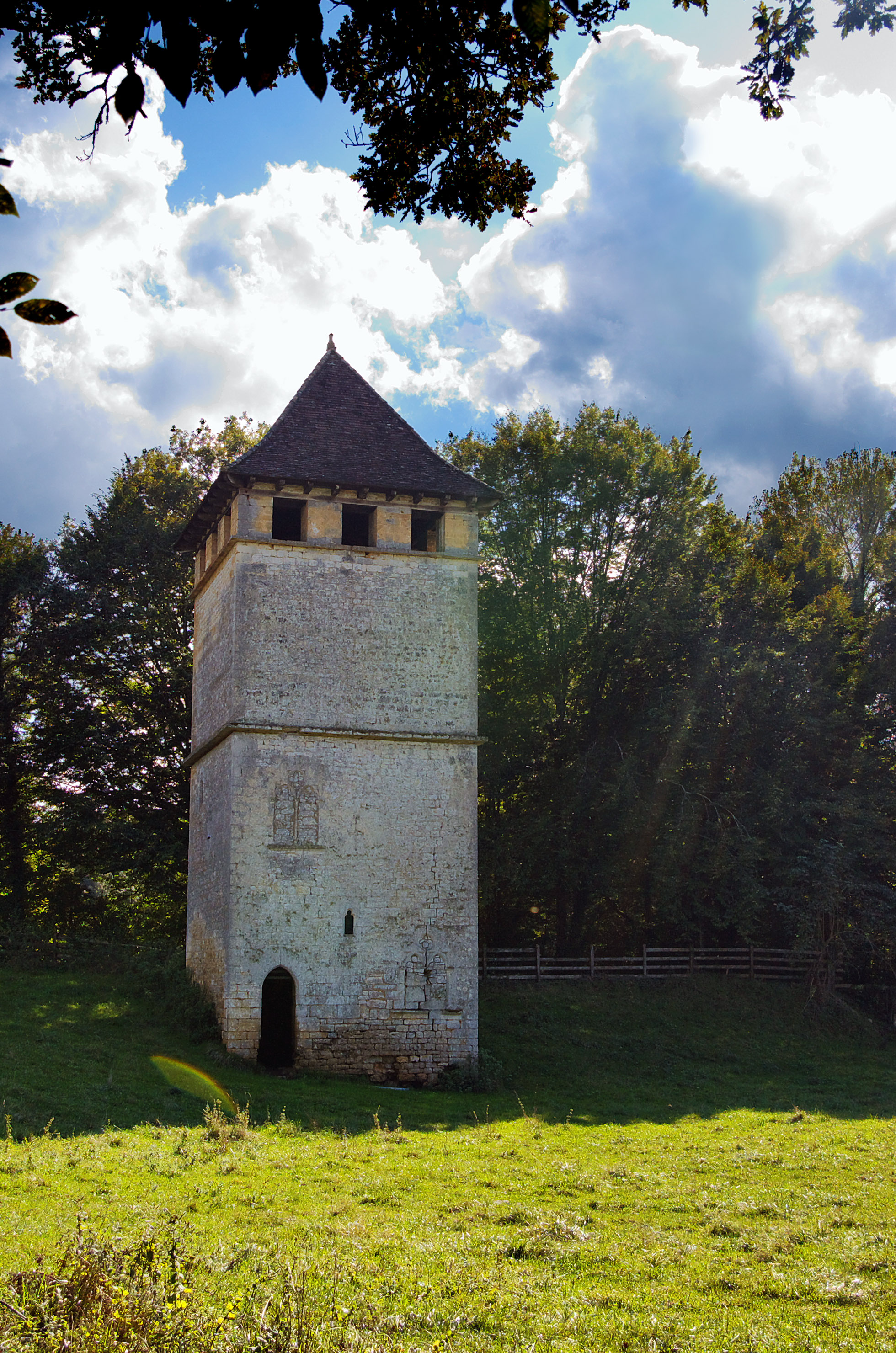
Taubenturm in Gourdon

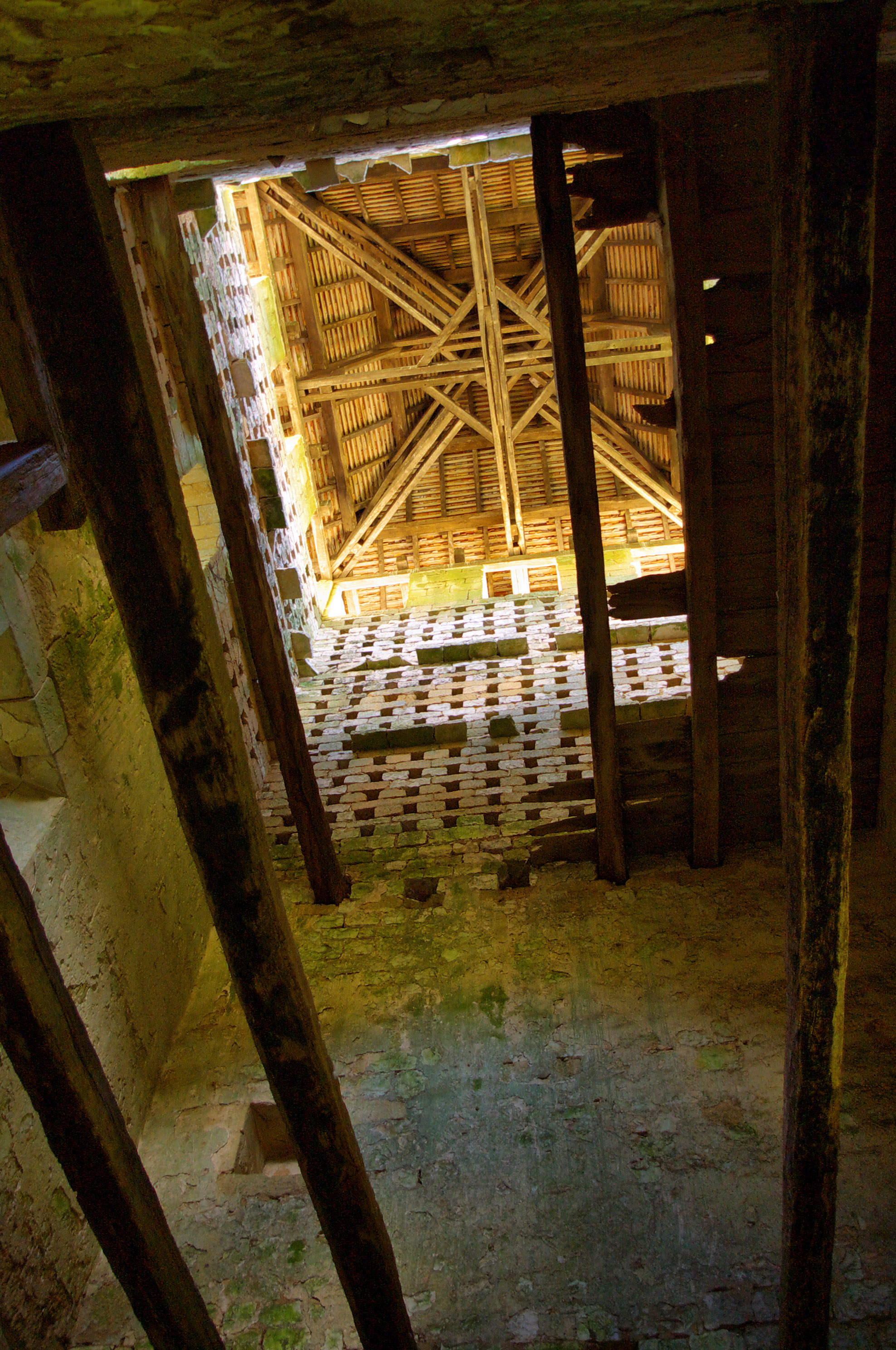
Innenansicht mit Nistlöchern

Der Taubenturm (französisch colombier oder pigeonnier) in Gourdon, einer französischen Gemeinde im Département Lot in der Region Okzitanien, wurde in der ersten Hälfte des 14. Jahrhunderts errichtet. Der Taubenturm, circa zwei Kilometer westlich des Ortes, steht seit 2012 als Monument historique auf der Liste der Baudenkmäler in Frankreich.
Der rechteckige Turm aus Bruchsteinmauerwerk mit erhaltenen Nistlöchern wurde möglicherweise als Wehrturm oder Beobachtungsturm erbaut.